# 明尼苏达州立大学穆尔黑德分校
明尼苏达州立大学穆尔黑德分校（Minnesota State University Moorhead）是位於美國明尼蘇達州穆爾黑德红河河畔的一所公立大學，是明尼蘇達州立大學成員之一。2019年《美国新闻与世界报道》将其列在“中西部地區大學”中的第101位。

## 外部連接
- 官方网站
- Minnesota State Athletics website （页面存档备份，存于）